# Nhơn Đức
Nhơn Đức là một xã thuộc huyện Nhà Bè, Thành phố Hồ Chí Minh, Việt Nam.
Xã Nhơn Đức có diện tích 14,56 km², dân số năm 2021 là 29.120 người,  mật độ dân số đạt 2.000 người/km².